# Droits LGBT au Honduras

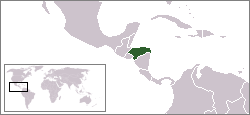
Localisation du Honduras.

Les personnes lesbiennes, gays, bisexuelles et transgenres (LGBT) au Honduras font face à des problèmes légaux que ne rencontrent pas les autres habitants. L'activité sexuelle entre personnes du même sexe est légale au Honduras, mais les couples homosexuels et les foyers tenus par des couples de même sexe n'ont pas droit aux protections légales ouvertes aux couples mariés. Le mariage homosexuel et l'adoption homoparentale ont été interdits par la constitution depuis 2005[réf. nécessaire]. En janvier 2021, une reforme de la Constitution grave dans le marbre l'interdiction totale de l'IVG et du mariage homosexuel.

## Discrimination et harcèlement
Aucune législation ne prend en compte les discriminations ou les mauvais traitements infligés en raison de l'orientation sexuelle ou de l'identité de genre.
Deux cents Honduriens auraient été assassinés en raison de leur identité sexuelle réelle ou supposée entre 1993 et 2003. Des organisations consacrées aux droits de l'homme ont établi que des personnes LGBT avaient été la cible de harcèlement, abus et meurtre par le gouvernement militaire.